# 赫西俄德
赫西俄德（希臘語：Ἡσίοδος）是古希腊诗人，通常被认为在公元前750年至650年之间活跃，大约与荷马所处在同一时代。西方作家通常认为他是“西方传统中第一位把自己视为发挥了积极作用的书面诗人。”古代作家认为赫西俄德和荷马建立了希腊宗教习俗。现代学者将赫西俄德称为希腊神话、农业技术、早期经济思想、古希腊天文学、宇宙学和古代计时的主要来源。

## 生平
赫西俄德生活在玻俄提亚，他经常去赫利孔山（希腊神话中缪斯的住地）。赫西俄德自己说，有一天他在放羊时缪斯给予他写诗的本事。
赫西俄德的生活细节我们今天所知甚少，它们大多来于他的诗。在他的诗《工作與時日》中他说他和他的兄弟为了遗产打官司，结果他输了。不过一些学者认为这个故事是赫西俄德编出来的，是他的长诗中对道德描述的一个引喻。此外他说他在卡尔息斯参加过一次诗人比赛，获得了一个三脚的鼎。普鲁塔克认识到在这里赫西俄德将他的实际生活与他的创作连到了一起：约前705年卡尔息斯与埃雷特里亚之间爆发了一场战争，赫西俄德在这次比赛中扮演了一位卡尔息斯的英雄。后来得诗人在这个故事上又编造了赫西俄德与荷马比赛的故事。
关于赫西俄德的墓在什么地方很早就有两种不同的说法。修昔底德说一个预言警告赫西俄德他将死在尼米亚，因此他逃到了洛克里斯，结果他在那里在尼米亚·宙斯的神庙里被杀和被葬。另一个说法是前7世纪的一首短诗里流传下来的，说他葬在波俄提亚。后来的作家试图将这两种说法调和到一起。

## 作品
唯一一首公认为赫西俄德写的长诗是《工作与时日》。《神谱》即使不是赫西俄德写的，从风格上与他的作品非常相似。
《工作與时日》包括许多忠告和理智的东西，它鼓励人们忠忱地工作生活，反对休闲和不公正。其中最著名的詩且被亞里斯多德在尼哥馬各倫理學中所引用的詩句是：
Far best is he who knows all things himself;

Good, he that hearkens when men counsel right;
But he who neither knows, nor lays to heart
Another's wisdom, is a useless wight.
- 直译：一个人能无所不知自然是最好，能倾听他人正确的忠告也好；可有人既不知又不把他人的智慧放在眼里，这样的人是不足为训的。

- 意译：无所不知是最好，倾听忠告亦无错；可有人既无知，又不以之为耻，此类同于废物。

《神谱》描写的是宇宙和神的诞生，对家谱学来说它是一部很有意思的作品。
一些古典作家认为《女人目录》也是赫西俄德的晚期作品。这部长诗大多数已经失传，只有少数章节留存。其内容是传说时代国王和英雄的家谱。一般学者将它规入赫西俄德时代诗歌作品晚期的作品。另一个被规为赫西俄德的作品的长诗是《赫拉克勒斯的盾》，它显然是上述作品的续集。
今天赫西俄德的作品是研究希腊神话、古希腊农业技术、天文学和记时的重要文献。

## 版本
- Friedrich Solmsen編，Hesiodi Theogonia Opera et Dies Scvtvm，Oxford Classical Texts 1990
- Reinhold Merkelbach、M. L. West編，Fragmenta Hesiodea，Oxford Classical Texts 1967